# 川口大三郎事件
川口大三郎事件（かわぐちだいさぶろうじけん）とは、1972年（昭和47年）11月8日に東京都の早稲田大学構内で発生した革マル派による早稲田大学第一文学部の男子学生へのリンチ殺人死体遺棄事件である。早稲田大学構内リンチ殺人事件とも。

## 事件の概要
1972年（昭和47年）11月9日早朝、東京大学医学部附属病院前にパジャマ姿の若い男性の遺体が発見された。遺体は全身殴打され、アザだらけで骨折した腕から骨が出ていた。被害者は当時、早稲田大学第一文学部の学生である川口 大三郎（当時20歳）で、その後、革マル派によるリンチ殺人と判明した。
前日の11月8日14時頃に革マル派活動家が川口を中核派のシンパとみなして、川口を早稲田大学文学部キャンパスの学生自治会室に拉致し、約8時間にわたるリンチを加えて殺害した。その後、川口の遺体を東大構内・東大付属病院前に遺棄した。死亡した川口の死因は、「丸太や角材でめちゃくちゃに強打され、体全体が細胞破壊を起こしてショック死」したもので、「体の打撲傷の跡は四十カ所を超え、とくに背中と両腕は厚い皮下出血をしていた。外傷の一部は、先のとがったもので引っかかれた形跡もあり、両手首や腰、首にはヒモでしばったような跡もあった」という凄惨なものであった。
被害者の川口大三郎は、1952年（昭和27年）静岡県伊東市生まれ。三人兄姉の次男で小学校5年生の時に父親が病死し、以後、母親に育てられた。川口は、伊東市立東小学校、同南中学校、静岡県立伊東高校を卒業。そして1971年（昭和46年）4月に早稲田大学第一文学部に入学する。川口は当時流行していた学生運動や部落解放運動などに参加していたが、早稲田の第一文学部自治会執行部を握る「革マル派」に失望し、1972年（昭和47年）頃、「中核派」に近づき同派の集会などに参加するようになるが、まもなく中核派にも失望し、その感想を級友や母親に語っていた。また、早稲田学生新聞（勝共連合系学内新聞、現在は廃刊）など右派系学生団体や早稲田精神昂揚会とも接触があったという。中核派は「全学連戦士・川口大三郎同志」などと述べたが、実際には中核派とはほとんど関係がなかった。

## 捜査と裁判
この事件で、1972年（昭和47年）12月11日、まず革マル派のメンバー2人が警察に逮捕された。その後、1973年（昭和48年）10月21日、22日、革マル派の活動家5人が警察に逮捕された。逮捕されたメンバーのうち5名が起訴され（1名は分離公判）、1974年（昭和49年）7月31日、分離公判の被告（事件当時一文自治会書記長）に懲役5年の判決、1976年（昭和51年）3月18日、統一公判の被告4名全員に有罪判決が下った。

## 事件後

### 革マル派の声明とそれへの糾弾
川口の遺体が翌日の9日に発見された後、革マル派は川口の殺害を正当化する犯行声明を発表した。この革マル派の声明に多くの学生たちは耳を疑い、革マル派に対して反発、怒り、批判の声を上げた。そして、早稲田大学では全学的な革マル派および革マル派と癒着する早稲田大学当局へ批判が強まり、革マル派は追いつめられることになった。
11月9日午後、革マル派全学連委員長の馬場素明は記者会見し、「スパイ活動を批判する中で発生した事件である」と述べた。早稲田大学第一文学部に所属していた馬場は同委員長を辞任したが、同月11日に再び記者会見をおこない、川口の殺害事件はあくまでも中核派との「内ゲバ」であると主張した。
学生たちの怒りは収まらず、数百人から数千人規模の革マル派糾弾・抗議集会が連日続き、11月28日、第一文学部学生大会を皮切りに理工学部を除く各学部で学生大会が行われ、革マル派自治会執行部がリコールされ、自治会再建をめざす臨時執行部が選出された。また、一文、教育、政経、社会科学の各学部でも、正式執行部が選出された。左翼内ゲバ犠牲者は多いが、このように多くの学生が虐殺事件の糾弾に広く立ち上がったのは、「川口大三郎事件」が唯一である。

### 臨時執行部の混迷
だが、新しく選出された臨時執行部はさまざまな学生たちの寄せ集めであり、成立と同時に内部の意見対立が起きた。意見対立は1973年入学式への対応（黒ヘルメットをかぶって乱入・会場占拠するか、静かなデモをおこなうか）などで表面化した。
1973年（昭和48年）5月、反革マル派学生は早稲田大学総長の村井資長に対する大衆団交をおこなったが、これは一部の学生が授業中の村井総長の教室に乱入して村井資長総長を拉致したものであった。村井資長総長は一度はより広範な学生との総長団交を約束したが、まもなく混乱を理由に約束を破棄した（第3次早大闘争）。村井資長総長はその後、早大原理研究会の勧めで「川口記念セミナーハウス」建設に自身の別荘地を提供し、1976年（昭和51年）に竣工したが、そこが統一教会の修練場となっていることを知り、週刊誌に告発、統一教会から名誉棄損で訴えられ、十数年にわたって係争した。

### 早稲田大学の妥協
結局、早稲田大学は革マル派を温存する姿勢を示し、各学部再建自治会を公認せず、革マル派が主導権を握る社会科学部、商学部自治会執行部への自治会費の交付、革マル派実行委員会による「早稲田祭」開催（この学園祭のパンフレット売り上げなどが革マル派の収入となる）を容認した。これにより、革マル派のK、機動隊のK、当局のTの「KKT」という認識が学生の間に広まっていった。この時の早稲田大学のこの姿勢の背景には、革マル派が早大内で衰退すると新左翼各派や民青が学内で跋扈し、大学内がより混乱するという判断があったと言われている。
1973年（昭和48年）4月以降、反攻に転じた革マル派のテロの前に、各学部の再建自治会は形骸化・自然消滅していった。虐殺糾弾・自治会再建運動は1973年（昭和48年）11月8日の虐殺一周年集会が民青系(新宿体育館)と非民青系(箱根山)に分裂したことで、事実上収束した。早稲田大学全学行動委員会などは、まだ闘う姿勢を見せ、図書館占拠をおこなったものの、早稲田大学と機動隊に守られた革マル支配を打ち破ることはできず、早稲田大学と革マル派の癒着、蜜月関係は長く続いた。

### 早稲田大学と革マル派の関係の終焉
しかし、1994年（平成6年）、早稲田大学総長に奥島孝康が就任すると早稲田大学と革マル派の関係は大きく変わった。
1996年（平成8年）、早稲田大学の学園祭「早稲田祭」で不正な資金流用の疑いがあることが判明した。この問題で早稲田大学と革マル派は早稲田祭の開催を巡って対立し、大学に不信・反感を持った革マル派は1997年（平成9年）、早稲田大学の関係者の自宅に盗聴器を仕掛けて早稲田大学側の動きを探った。そして、革マル派の関係者が警察に逮捕された。（早稲田大学学生部長宅盗聴事件）
この事件を契機に早稲田大学は革マル派に対して厳しい姿勢で臨み、早稲田祭の中止を決定、早稲田祭実行委員会を活動禁止処分、早稲田大学新聞会をサークル公認取り消し、そして、革マル派の関係者を大学内から次々に排除していった。革マル派を排除した後、新左翼などの団体が再び早稲田大学に復活することはなかった。なぜなら、既に学生運動が下火になって久しく（遅くとも1970年代後半以降は当局と癒着する少数の革マル派および法学部における民青を除き、大学全体が混乱するような運動はなく、むしろ統一教会などカルト勢力のほうが遥かに問題視されるようになっていた）、その運動の意味すら知らない多くの学生が学生運動に興味を持つことが無かったためである。こうして、早稲田大学は学内から革マル派の追放に成功した。

## 他セクトの反応
この頃、革マル派と、他大学を拠点とする中核派や社青同解放派など他セクトとの内ゲバは、互いの組織壊滅を目的とした、凄惨な「殺し合い」へとエスカレートしていく。血で血を洗うこれらの内ゲバは学生運動を弱体化させ、大衆が新左翼から離れてゆく大きな原因の一つとなった。川口君虐殺糾弾運動はセクト（党派）の暴力反対から出発したが、結果はセクトの暴力、内ゲバをいっそう激化させることになった。

### 中核派
中核派は、「全学連戦士・川口大三郎同志」などと述べ、事件の責任を追及する姿勢だったが、前述のように実際には中核派とはほとんど関係なかった。
1975年 （昭和50年）3月14日 革マル派が中核派の最高幹部・本多延嘉を殺害した（「中核派書記長内ゲバ殺人事件」）。

### 社青同解放派
- 神奈川大学を拠点としていた社青同解放派は、川口大三郎事件の革マル派の責任を追及する姿勢に出て、共産主義者同盟叛旗派・共産主義者同盟戦旗派の連合部隊と共にWAC（早大行動委員会）に助太刀した。
- 1973年（昭和48年）5～6月、 早稲田大学で革マル派全国部隊を3度にわたり粉砕した。

革マル派はそれに反発し、
- 1973年 （昭和48年）9月、革マル派約150名が社青同解放派の拠点神奈川大学を襲撃する事件が起こる、解放派（革労協）が反撃し、革マル派東大生と革マル派国際基督教大生）の２人を殺害した（神奈川大学内ゲバ殺人事件）。

## 事件に関連する作品
書籍
- 村上春樹『海辺のカフカ』(2002年、新潮社) - 「佐伯さん」という登場人物は20歳の時に東京にいた頃、大学紛争で恋人を殺された。設定や殺され方の描写が川口大三郎事件をもとにしたものではないかという意見がある[10]。村上は事件当時早大第一文学部に在籍中だった。
- 小嵐九八郎『蜂起には至らず　新左翼死人列伝』(2003年、講談社) - 「第十二章　斃れた一人のシンパの墓」は川口大三郎君を扱う。
- 鴻上尚史『ヘルメットをかぶった君に会いたい』(2006年、集英社) - 作者が深夜テレビでみかけた1969年のヘルメット姿の初々しい美少女を捜すが、その少女は三年後に川口大三郎事件の犯人の一人となる。
- 松井今朝子『師父の遺言』(2014年、NHK出版) - 「九　政治の季節の終焉」に、著者が参加した川口君虐殺糾弾運動の記述がある[10]。
- 桐野夏生『抱く女』（2015年、新潮社） - 「第三章　一九七二年十一月」に、主人公三浦直子の兄で早大革マル派幹部活動家の和樹が早大で事件を起こした容疑で、刑事が直子の家を訪ね両親に事件を説明する部分があるが、事件内容は基本的に川口大三郎事件である。
- 栗本薫「ぼくらの事情」（小学館『栗本薫・中島梓傑作電子全集』第三巻　2018年2月9日収録） - 1978年に書かれ未完・未刊行だった作品。『ぼくらの時代』続編として構想され、作中に川口君事件を模した石川君事件が登場する。

映像
- 『ゲバルトの杜 ～彼は早稲田で死んだ～』（2024年5月25日公開） - 監督は代島治彦、原案は樋田毅。鴻上尚史脚本・演出による短編劇を織り交ぜたドキュメンタリー映画である。